# Ongekneed brood

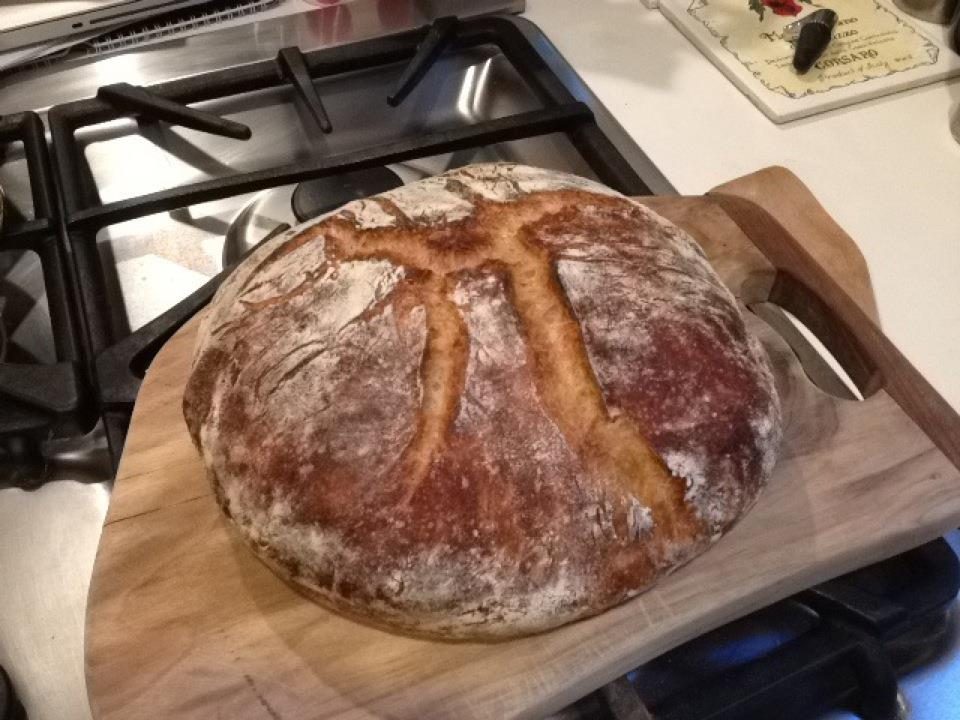
Ongekneed brood gebakken volgens het recept van Jim Lahey

Ongekneed brood (Engels: no-knead bread) is een bakmethode waarbij het brood niet wordt gekneed, maar een extra lange rijstijd krijgt om de glutenstrengen te vormen die het brood zijn textuur geven. De techniek maakt gebruik van deeg met een laag gistgehalte en een hoog watergehalte. Voor een krokante korst wordt vaak gebakken in een gietijzeren braadpan of ook wel en cloche. De minimalistische methode is bij uitstek geschikt voor thuisbakkers.

## Geschiedenis
Het broodbakken zonder kneden moet net zo oud als meel en bier. Schriftelijke recepten gaan minstens terug tot The Compleat Housewife van Eliza Smith (1739). Regelmatig wordt de methode "herontdekt". Tijdens de Tweede Wereldoorlog kende de Britse Doris Grant succes met een recept voor ongekneed volkorenbrood in haar kookboek Your Daily Bread (1944). In de Verenigde Staten publiceerde Suzanne Dunaway in 1999 het kookboek No Need to Knead. Maar de meeste sensatie ontstond rond de versie die de New Yorkse bakker Jim Lahey in 2006 presenteerde in zijn boek My Bread en in The New York Times.

## Methode
De basismethode is om bloem, water, zout en gist te mengen (niet: kneden), en het mengsel langdurig te laten fermenteren (meestal twaalf uren of langer, als het in de koelkast wordt geplaatst eerder dagen). Het extra vocht in de deeg maakt de moleculen mobieler en zorgt ervoor dat de gluten spontaan lange strengen vormen die een sterk, elastisch netwerk produceren. 
Volgens het recept van Jim Lahey wordt één brood gemaakt van 400 g bloem, 8 g zout, 1 g instantgist en 300 ml koud water. Dit geeft een deeg met 75% hydratatie, die 12 tot 18 uur lang wordt afgedekt om te rijzen, totdat de omvang is verdubbeld en er luchtbelletjes zijn gevormd. Vervolgens wordt het deeg op een met bloem bestoven werkvlak gelegd, een paar keer gevouwen en in vorm gebracht. Het wordt opnieuw afgedekt om nog een uur of twee te rijzen. Dan wordt het in een braadpan gedaan en gebakken in een voorverwarmde oven op 230°C: eerst 30 minuten met deksel en vervolgens nog eens 15 tot 30 minuten zonder deksel, tot de korst diepbruin is. Vervolgens wordt het brood uit de pan gehaald en moet het nog een uur afkoelen.

## Voetnoten
1. ↑  Ongekneed brood, Broodsmakelijk.nl (bezocht 22 november 2024)
2. ↑  The Secret of Great Bread: Let Time Do the Work, The New York Times, 8 november 2006